# Zaireichthys wamiensis
Zaireichthys wamiensis är en fiskart som först beskrevs av Seegers, 1989.  Zaireichthys wamiensis ingår i släktet Zaireichthys och familjen Amphiliidae. IUCN kategoriserar arten globalt som sårbar. Inga underarter finns listade i Catalogue of Life.